# Magwi
Magwi là một thị trấn ở Nam Sudan, thuộc bang Đông Equatoria.

## Địa lý
Thị trấn nằm ở quận Magwi, gần biên giới với nước Cộng hòa Uganda. Nó cách đô thị Nimule khoảng 82 km về phía đông bắc và cách thủ đô Juba 140 km về phía đông nam.

## Tổng quan
Đô thị này là trung tâm hành chính của quận Magwi. Vào ngày 22 tháng 6 năm 2011, trụ sở chính quyền bắt đầu được xây dựng tại đây. Thị trấn cũng là nơi có Dự án Tiếng nói của Thanh niên Nông thôn, một đài phát thanh thanh niên và xưởng sản xuất âm nhạc. Dự án cho phép cư dân trong cộng đồng trao đổi thông tin, ý kiến và kinh nghiệm. Trường Tiểu học Magwi có 18 giáo viên được trả lương và 6 tình nguyện viên. Số học sinh năm 2010 là 1.157 nam và 847 nữ. 149 học sinh tại đây là trẻ mồ côi. Vào năm 2010, các lớp học của trường được tổ chức dưới tán cây do không có phòng học.